# Bezirk Braunau (Österreich)
Der Bezirk Braunau ist ein politischer Bezirk des Landes Oberösterreich.
Er grenzt
- im Osten an die Bezirke Ried und Vöcklabruck,
- im Süden an den Bezirk Salzburg-Umgebung,
- im Westen und Norden an die bayerischen Landkreise Traunstein, Altötting, Rottal-Inn und Passau.

Er entspricht der Region Oberes Innviertel.

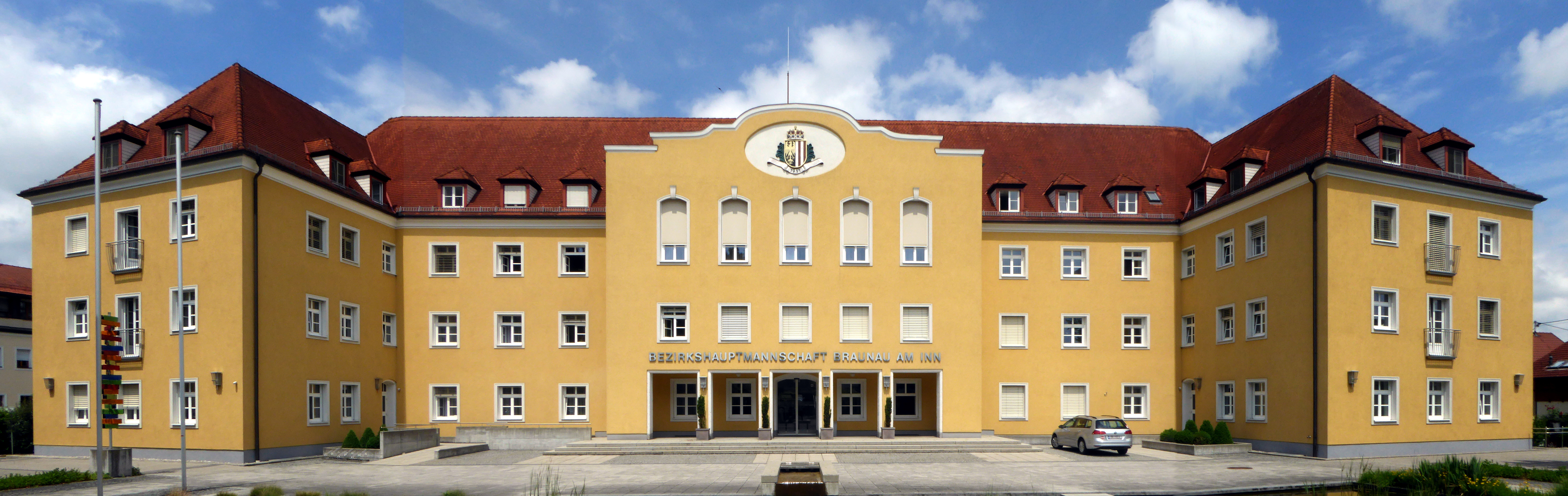
Bezirkshauptmannschaft Braunau

## Angehörige Gemeinden

Gemeinden des Bezirks Braunau

Der Bezirk Braunau am Inn hat eine Fläche von 1.040,83 km² und umfasst 46 Gemeinden, darunter drei Städte und fünf Marktgemeinden. Damit ist er nach den Bezirken Innsbruck-Land in Tirol und dem Nachbarbezirk Vöcklabruck der drittgemeindereichste Bezirk in Österreich. Die Einwohnerzahlen stammen vom 1. Jänner 2024.
| Gemeinde                     | Lage | Ew     | km²   | Ew / km² | Gerichtsbezirk | Region | Typ             | Foto | Metadaten         |
| ---------------------------- | ---- | ------ | ----- | -------- | -------------- | ------ | --------------- | ---- | ----------------- |
| Altheim                      |      | 5.055  | 22,63 | 223      | Braunau am Inn |        | Stadt- gemeinde | nein | Gem.Kennz.: 40401 |
| Aspach                       |      | 2.650  | 31,46 | 84       | Braunau am Inn |        | Markt- gemeinde | nein | Gem.Kennz.: 40402 |
| Auerbach                     |      | 832    | 10,80 | 77       | Mattighofen    |        | Gemeinde        | nein | Gem.Kennz.: 40403 |
| Braunau am Inn               |      | 17.628 | 24,84 | 710      | Braunau am Inn |        | Stadt- gemeinde | nein | Gem.Kennz.: 40404 |
| Burgkirchen                  |      | 2.774  | 45,92 | 60       | Braunau am Inn |        | Gemeinde        | nein | Gem.Kennz.: 40405 |
| Eggelsberg                   |      | 2.941  | 24,15 | 122      | Mattighofen    |        | Markt- gemeinde | nein | Gem.Kennz.: 40406 |
| Feldkirchen bei Mattighofen  |      | 2.145  | 34,64 | 62       | Mattighofen    |        | Gemeinde        | nein | Gem.Kennz.: 40407 |
| Franking                     |      | 1.024  | 10,46 | 98       | Mattighofen    |        | Gemeinde        | nein | Gem.Kennz.: 40408 |
| Geretsberg                   |      | 1.195  | 37,54 | 32       | Mattighofen    |        | Gemeinde        | nein | Gem.Kennz.: 40409 |
| Gilgenberg am Weilhart       |      | 1.322  | 26,59 | 50       | Braunau am Inn |        | Gemeinde        | nein | Gem.Kennz.: 40410 |
| Haigermoos                   |      | 641    | 7,45  | 86       | Mattighofen    |        | Gemeinde        | nein | Gem.Kennz.: 40411 |
| Handenberg                   |      | 1.346  | 27,64 | 49       | Braunau am Inn |        | Gemeinde        | nein | Gem.Kennz.: 40412 |
| Helpfau-Uttendorf            |      | 3.872  | 26,38 | 147      | Braunau am Inn |        | Markt- gemeinde | nein | Gem.Kennz.: 40413 |
| Hochburg-Ach                 |      | 3.405  | 40,12 | 85       | Mattighofen    |        | Gemeinde        | nein | Gem.Kennz.: 40414 |
| Höhnhart                     |      | 1.475  | 21,97 | 67       | Braunau am Inn |        | Gemeinde        | nein | Gem.Kennz.: 40415 |
| Jeging                       |      | 796    | 6,58  | 121      | Mattighofen    |        | Gemeinde        | nein | Gem.Kennz.: 40416 |
| Kirchberg bei Mattighofen    |      | 1.291  | 15,77 | 82       | Mattighofen    |        | Gemeinde        | nein | Gem.Kennz.: 40417 |
| Lengau                       |      | 5.127  | 58,09 | 88       | Mattighofen    |        | Gemeinde        | nein | Gem.Kennz.: 40418 |
| Lochen am See                |      | 2.976  | 33,30 | 89       | Mattighofen    |        | Gemeinde        | nein | Gem.Kennz.: 40419 |
| Maria Schmolln               |      | 1.465  | 34,49 | 42       | Mattighofen    |        | Gemeinde        | nein | Gem.Kennz.: 40420 |
| Mattighofen                  |      | 7.617  | 5,16  | 1477     | Mattighofen    |        | Stadt- gemeinde | nein | Gem.Kennz.: 40421 |
| Mauerkirchen                 |      | 2.727  | 3,09  | 883      | Braunau am Inn |        | Markt- gemeinde | nein | Gem.Kennz.: 40422 |
| Mining                       |      | 1.306  | 16,58 | 79       | Braunau am Inn |        | Gemeinde        | nein | Gem.Kennz.: 40423 |
| Moosbach                     |      | 1.146  | 19,10 | 60       | Braunau am Inn |        | Gemeinde        | nein | Gem.Kennz.: 40424 |
| Moosdorf                     |      | 1.756  | 15,70 | 112      | Mattighofen    |        | Gemeinde        | nein | Gem.Kennz.: 40425 |
| Munderfing                   |      | 3.006  | 31,09 | 97       | Mattighofen    |        | Gemeinde        | nein | Gem.Kennz.: 40426 |
| Neukirchen an der Enknach    |      | 2.330  | 33,26 | 70       | Braunau am Inn |        | Gemeinde        | nein | Gem.Kennz.: 40427 |
| Ostermiething                |      | 3.407  | 21,76 | 157      | Mattighofen    |        | Markt- gemeinde | nein | Gem.Kennz.: 40428 |
| Palting                      |      | 1.264  | 11,51 | 110      | Mattighofen    |        | Gemeinde        | nein | Gem.Kennz.: 40429 |
| Perwang am Grabensee         |      | 1.129  | 6,83  | 165      | Mattighofen    |        | Gemeinde        | nein | Gem.Kennz.: 40430 |
| Pfaffstätt                   |      | 1.282  | 9,20  | 139      | Mattighofen    |        | Gemeinde        | nein | Gem.Kennz.: 40431 |
| Pischelsdorf am Engelbach    |      | 1.781  | 32,82 | 54       | Mattighofen    |        | Gemeinde        | nein | Gem.Kennz.: 40432 |
| Polling im Innkreis          |      | 990    | 15,11 | 66       | Braunau am Inn |        | Gemeinde        | nein | Gem.Kennz.: 40433 |
| Roßbach                      |      | 888    | 14,93 | 59       | Braunau am Inn |        | Gemeinde        | nein | Gem.Kennz.: 40434 |
| St. Georgen am Fillmannsbach |      | 472    | 7,21  | 65       | Braunau am Inn |        | Gemeinde        | nein | Gem.Kennz.: 40435 |
| St. Johann am Walde          |      | 2.061  | 39,99 | 52       | Mattighofen    |        | Gemeinde        | nein | Gem.Kennz.: 40436 |
| St. Pantaleon                |      | 3.248  | 18,33 | 177      | Mattighofen    |        | Gemeinde        | nein | Gem.Kennz.: 40437 |
| St. Peter am Hart            |      | 2.580  | 22,90 | 113      | Braunau am Inn |        | Gemeinde        | nein | Gem.Kennz.: 40438 |
| St. Radegund                 |      | 678    | 17,97 | 38       | Mattighofen    |        | Gemeinde        | nein | Gem.Kennz.: 40439 |
| St. Veit im Innkreis         |      | 395    | 5,39  | 73       | Braunau am Inn |        | Gemeinde        | nein | Gem.Kennz.: 40440 |
| Schalchen                    |      | 4.154  | 41,13 | 101      | Mattighofen    |        | Gemeinde        | nein | Gem.Kennz.: 40441 |
| Schwand im Innkreis          |      | 1.042  | 17,12 | 61       | Braunau am Inn |        | Gemeinde        | nein | Gem.Kennz.: 40442 |
| Tarsdorf                     |      | 2.148  | 32,34 | 66       | Mattighofen    |        | Gemeinde        | nein | Gem.Kennz.: 40443 |
| Treubach                     |      | 766    | 13,04 | 59       | Braunau am Inn |        | Gemeinde        | nein | Gem.Kennz.: 40444 |
| Überackern                   |      | 690    | 27,10 | 25       | Braunau am Inn |        | Gemeinde        | nein | Gem.Kennz.: 40445 |
| Weng im Innkreis             |      | 1.455  | 21,36 | 68       | Braunau am Inn |        | Gemeinde        | nein | Gem.Kennz.: 40446 |

## Mittelpunkt
Der Flächenschwerpunkt des Bezirkes Braunau liegt in der Katastralgemeinde Pischelsdorf, Gemeinde Pischelsdorf am Engelbach (⊙).

## Bildung
Schulwesen:
- 50 Volksschulen
- 1 Hauptschule
- 12 Neue Mittelschulen
- 2 Sonderschulen
- 2 Polytechnische Schulen
- 2 Berufsschulen
- 1 Bundesgymnasium und Bundesrealgymnasium
- 1 Oberstufenrealgymnasium
- 1 Bundeshandelsakademie
- 1 Höhere Technische Bundeslehranstalt
- 1 Höhere Bundeslehranstalt für wirtschaftliche Berufe
- 2 Landwirtschaftliche Fach- und Berufsschulen[4]
- 1 Werkmeisterschule für Berufstätige des WIFI Oberösterreich
- 1 Werkmeisterschule für Berufstätige des BFI Oberösterreich
- 1 Private Schule für Sozialbetreuungsberufe
- 4 Musikschulen

## Persönlichkeiten
| Bezirkshauptleute in Braunau | Bezirkshauptleute in Braunau | Bezirkshauptleute in Braunau                                                                              |
| Name                         | Amtszeit                     | Anmerkungen                                                                                               |
| ---------------------------- | ---------------------------- | --- |
| Leonhard Six                 | 1868–1873                    | |
| Karl Graf                    | 1885–1886                    | |
| Emanuel Witlaczil            | 1886–1889                    | |
| Josef Graf Ezdorf            | 1889–1893                    | |
| Adolf Ritter von Pitner      | 1893–1900                    | |
| Karl Bihler                  | 1900–1901                    | Amtsleiter                                                                                                |
| Leo Freiherr von Beulwitz    | 1901–1906                    | |
| Josef Hueber                 | 1906–1910                    | |
| Franz Jenak                  | 1910–1922                    | 1918 wurde Österreich Republik                                                                            |
| Odo Neustädter-Stürmer       | 01/1922–08/1923              | 1934–1935 Bundesminister für soziale Verwaltung                                                           |
| Johann Hammerstein-Equord    | 08/1923–1933                 | Während des Februaraufstandes 1934 Sicherheitsdirektor für Oberösterreich; 1936 Bundesminister für Justiz |
| Robert Lentner               | 01/1934–05/1934              | Amtsleiter                                                                                                |
| Wilhelm Baselli              | 05/1934–11/1939              | |
| Kurt Beer                    | 11/1939–04/1945              | |
| Franz Plasser                | 1945–1949                    | 1949 Mitglied der oberösterreichischen Landesregierung                                                    |
| Franz Gallenbrunner          | 1949–1977                    | |
| Harald Klinger               | 1977–1992                    | |
| Bernhard Wolfram             | 1992–2007                    | |
| Georg Wojak                  | 2008–2019                    | Abberufung als Bezirkshauptmann                                                                           |
| Yvonne Weidenholzer          | 2019–2020                    | Bezirkshauptfrau von Ried, interimistisch                                                                 |
| Gerald Kronberger            | 2020–                        | |

Im Bezirk Braunau sind geboren
Friedrich Achleitner, Ruthilde Boesch, Edmund Glaise von Horstenau, Franz Xaver Gruber, Marianne Hagenhofer, Felizian Hegenauer, Adolf Hitler, Franz Jägerstätter, Franz Jetzinger, Christoph Kotanko, Dominik Landertinger, Johann Georg Meindl, Gerhard Pichlmair, Lukas Perman, Hans Plank, Hugo von Preen, Egon Ranshofen-Wertheimer, Susanne Riess-Passer, Theophil Ruderstaller, Matthias Scharer, David Schießl, Rudi Schneider, Willi Schneider, Leopold Stiefel, Aloys Wach, Franz Wasner, Günther Weidlinger, Franz Winkelmeier

## Galerie

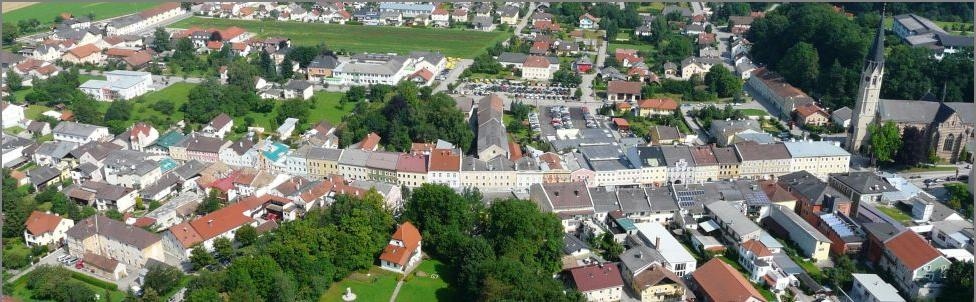
Mauerkirchen (Panoramafoto Markt Mauerkirchen im Sommer 2009)

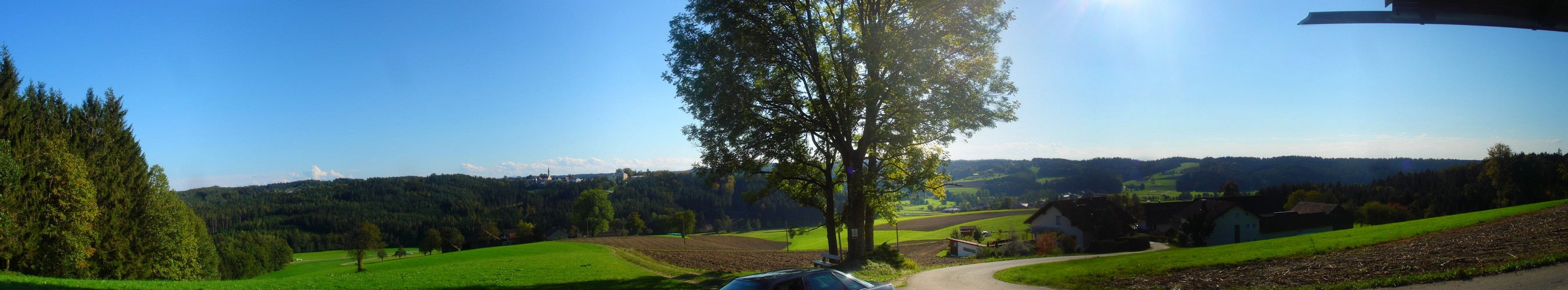
Maria Schmolln (Blick von der Jagdkapelle)

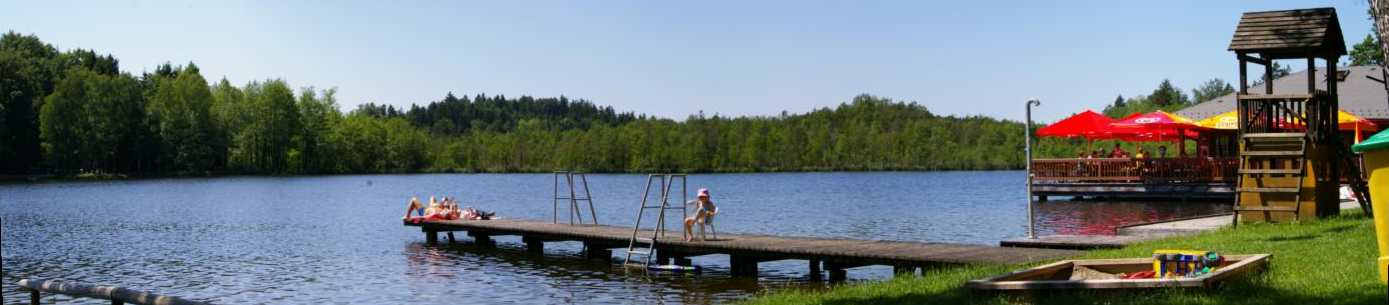
Franking (Holzöstersee-Oberinnviertler Seenplatte)

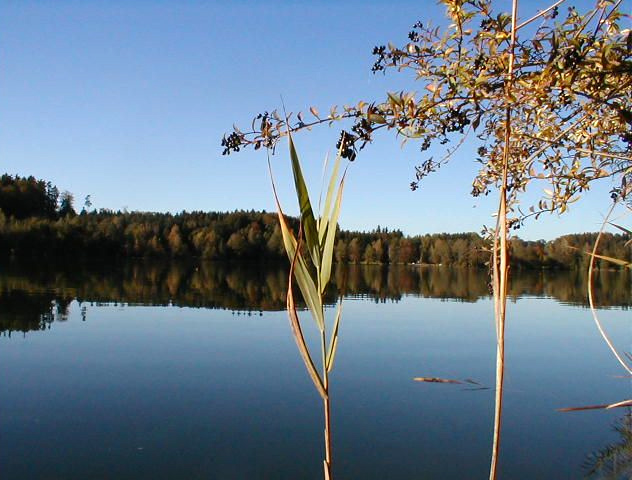
Höllerer See (Gemeinde St. Pantaleon)
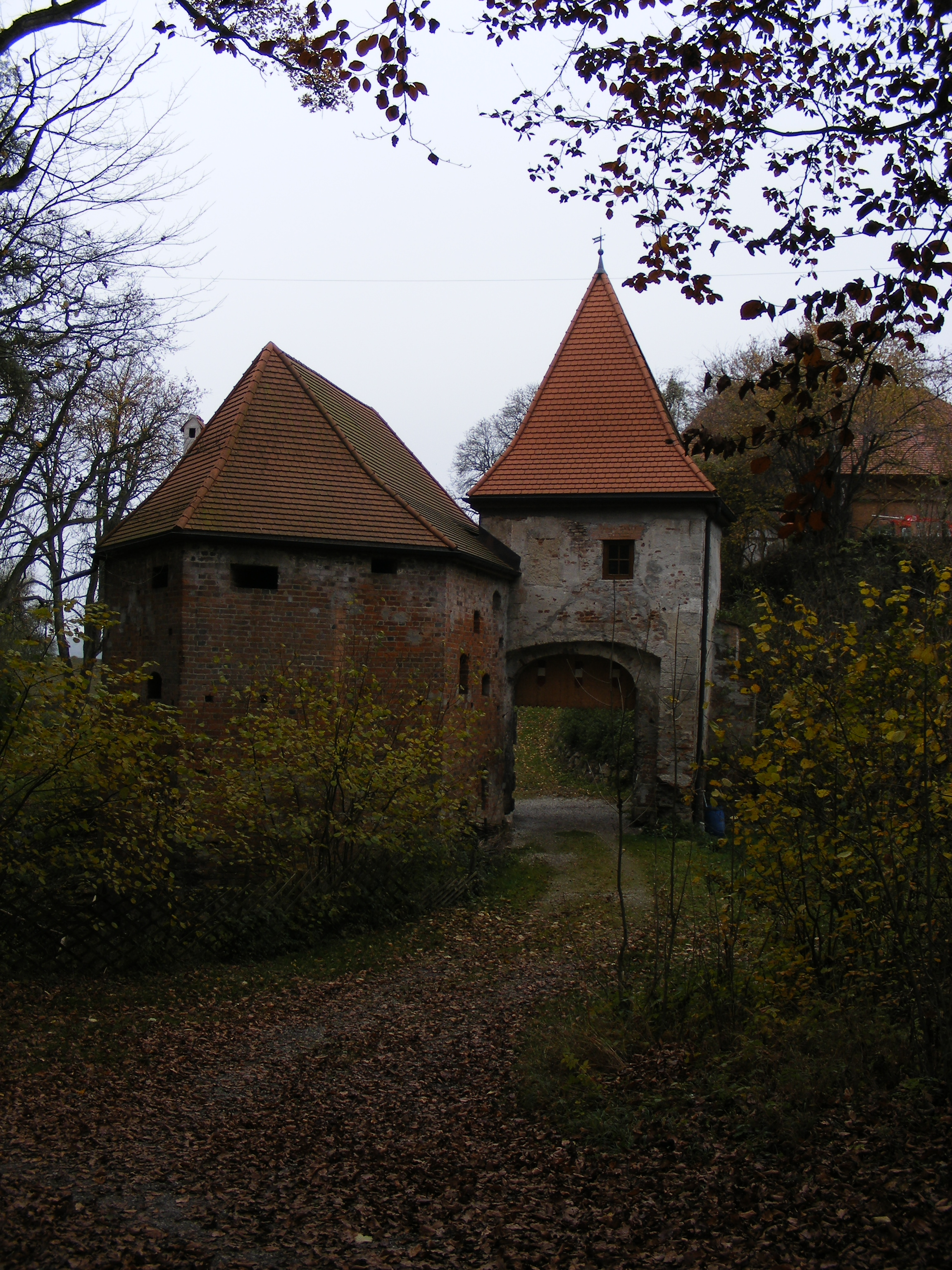
Burg Frauenstein
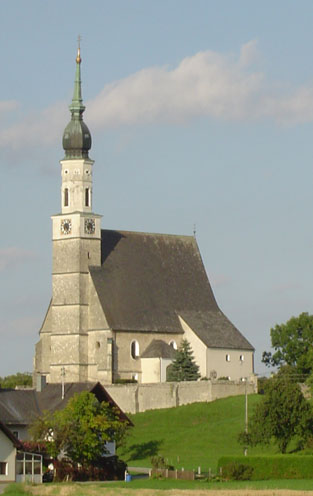
Wallfahrtskirche und Filialkirche St. Florian bei Helpfau
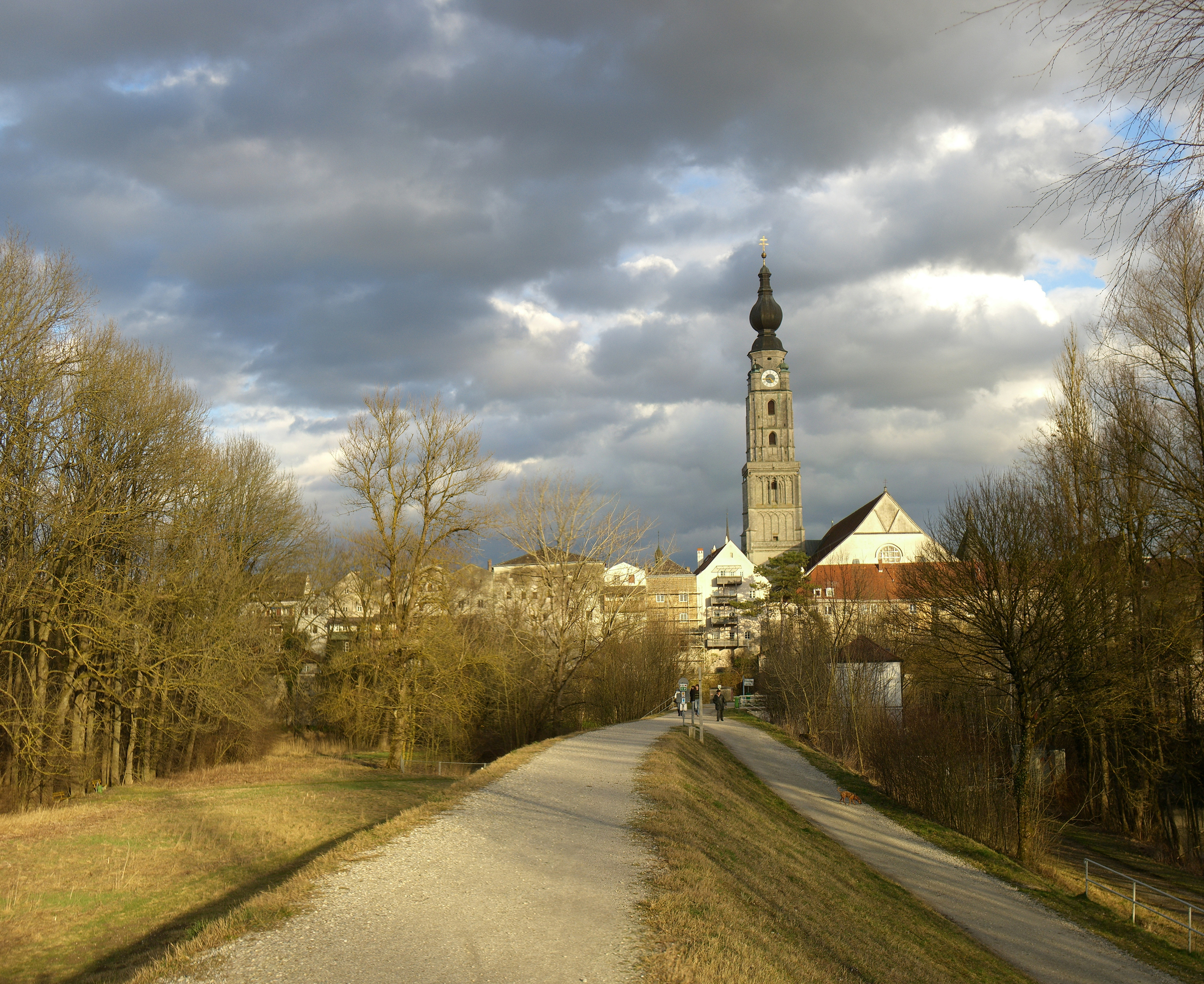
Braunau am Inn Pfarrkirche und Reste der alten Stadtbefestigung
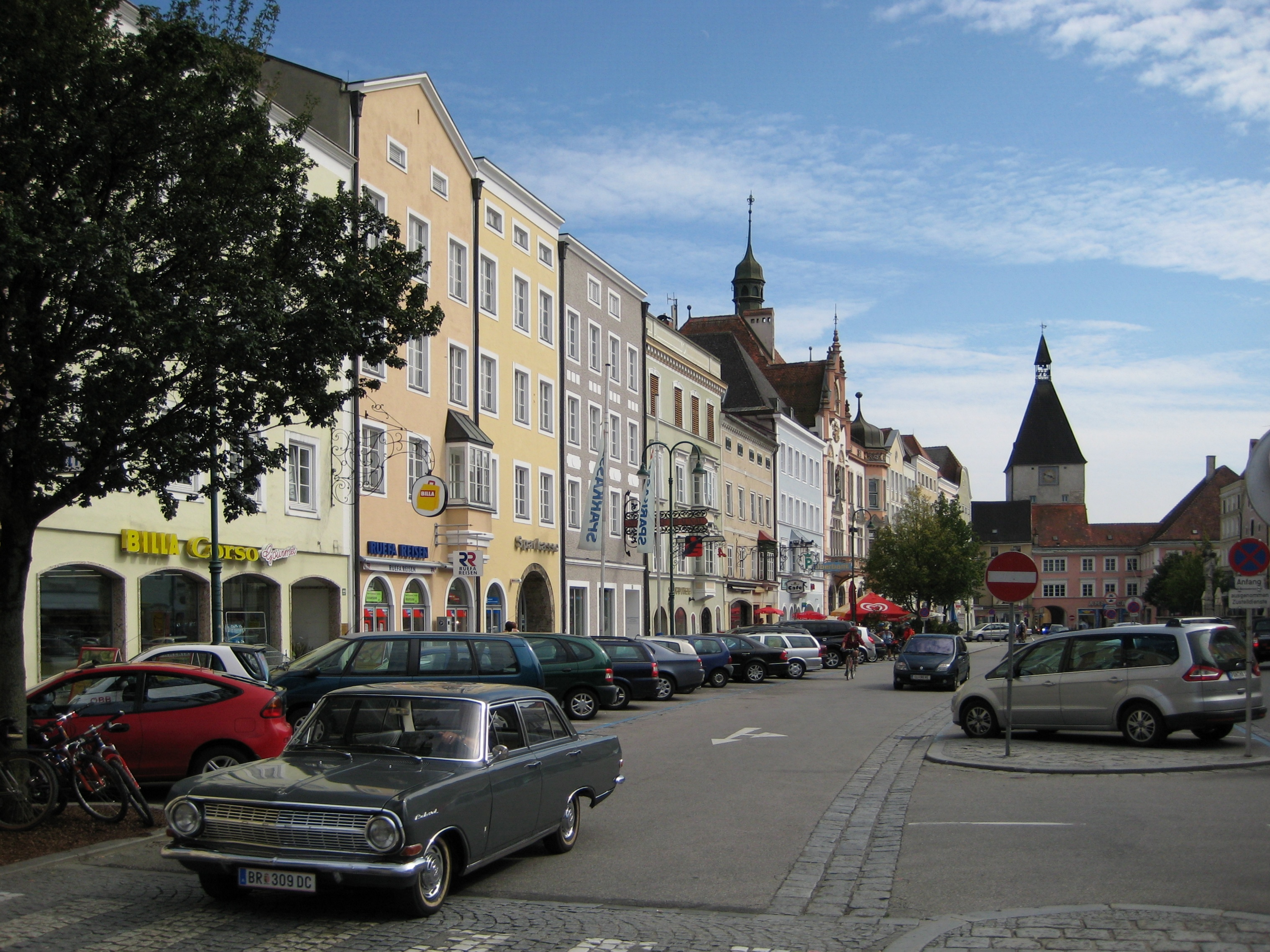
Stadtplatz Braunau am Inn
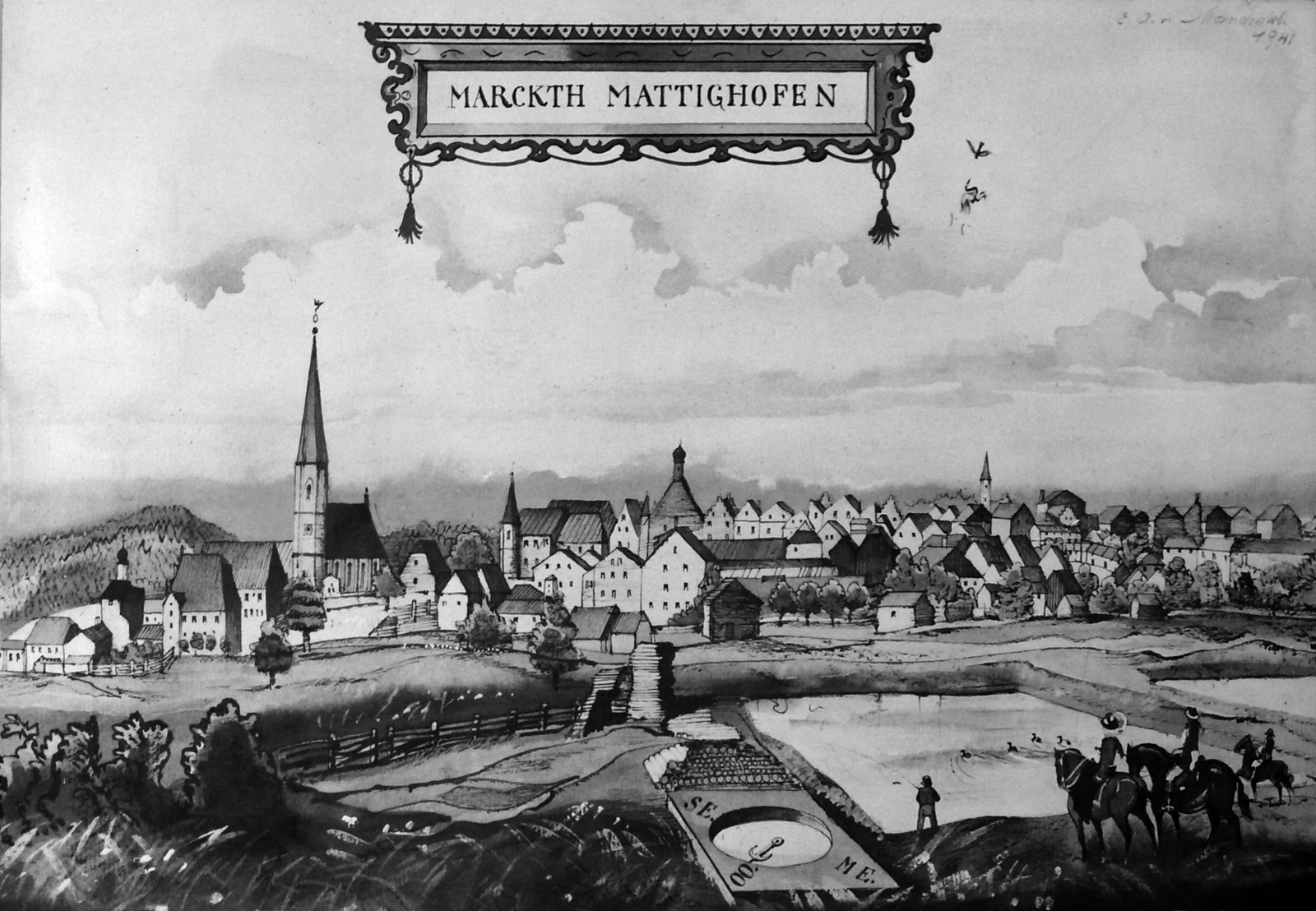
Mattighofen um 1700
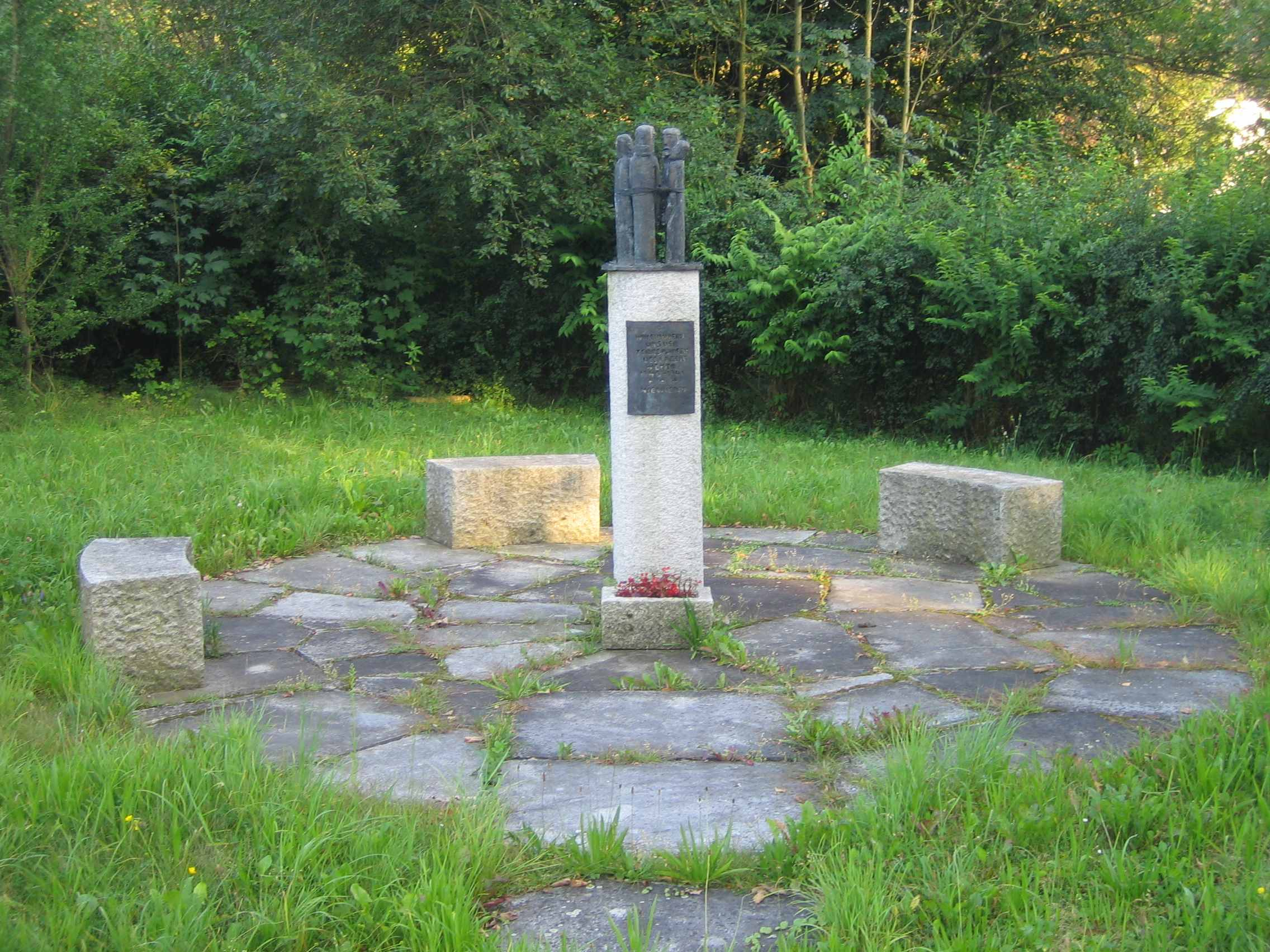
Gedenkstätte Arbeitserziehungslager St. Pantaleon-Weyer
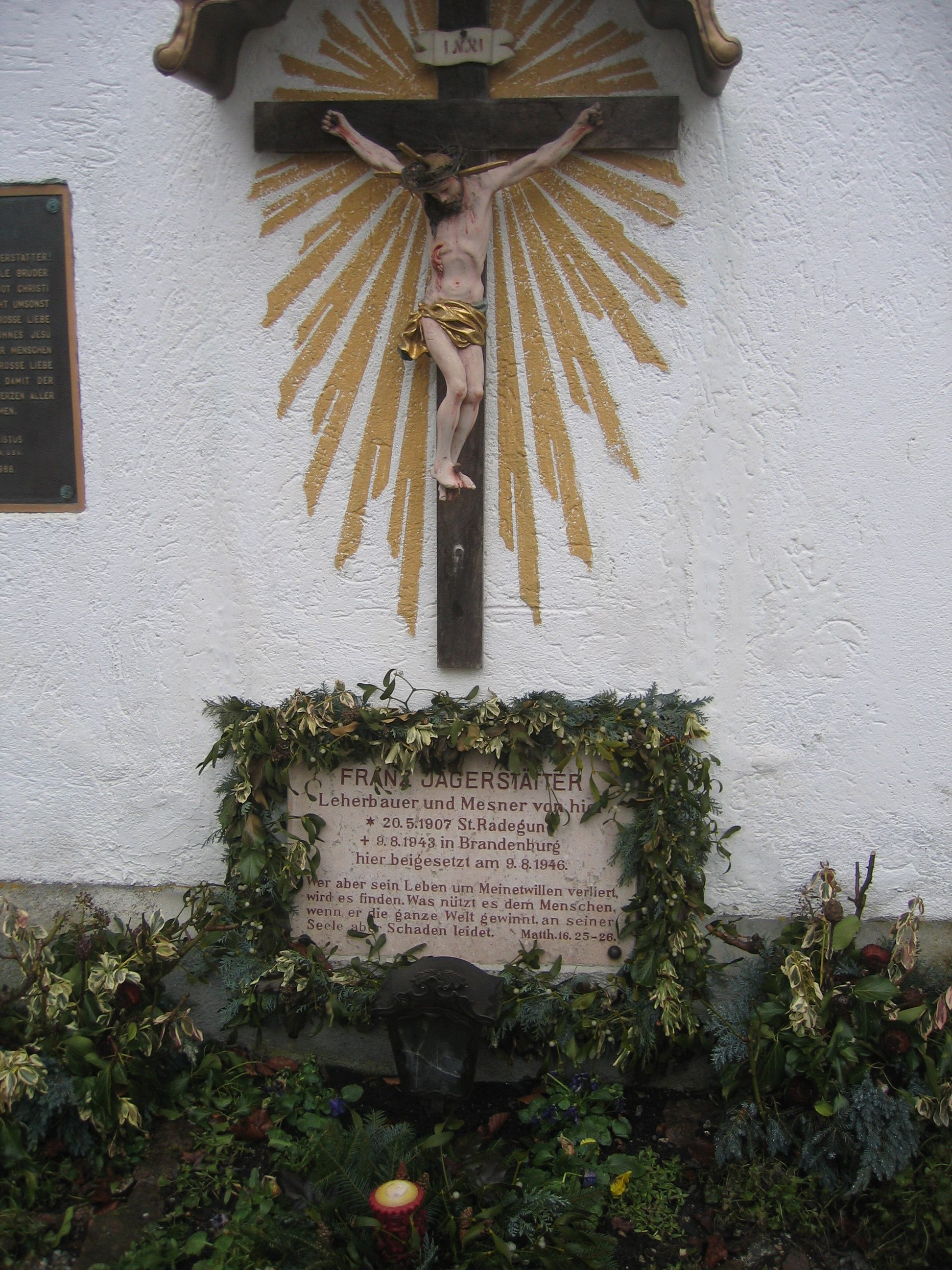
St. Radegund: Grab von Franz Jägerstätter